# Itame pallipennata
Itame pallipennata är en fjärilsart som beskrevs av Barnes och Mcdunnough 1912. Itame pallipennata ingår i släktet Itame och familjen mätare. Inga underarter finns listade i Catalogue of Life.